# Lapin dans la culture

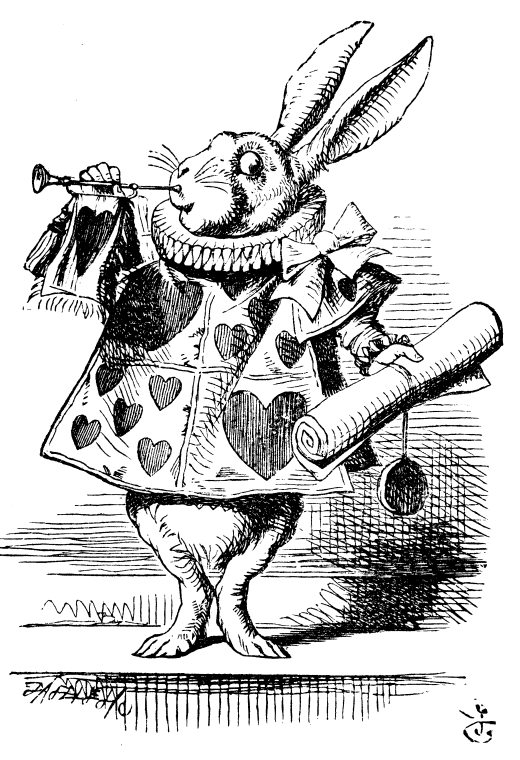
Le lapin dAlice au pays des merveilles.

Sous ses aspects culturels, on peut seulement supposer que c'est au lapin domestique, mondialement répandu, qu'il est fait allusion la plupart du temps, mais souvent rien ne permet de l'affirmer. Ainsi le lapin, sans référence à aucune espèce précise, est très présent dans la culture populaire et enfantine, mais aussi dans la mythologie. Il est fortement associé à la fête de Pâques, en particulier dans les cultures d'origine germanique. Le lapin est adopté comme symbole dans des cultures et des professions très diverses, un peu partout dans le monde et le marketing s'en est également emparé, créant des mascottes célèbres. En motif, en peluche, en chanson ou en personnage de fiction, les lapins font partie des classiques de l'univers enfantin.

## Symbolisme et mythologie
Le lapin de Pâques apporte les œufs de Pâques aux enfants dans les pays anglo-saxons. Des lapins en peluche ou en chocolat sont aussi offerts à cette occasion. En effet c'est la déesse de l'aube et du printemps (Eostre, Eastre ou Ostara), dont l'animal familier est un lapin, qui est à l'origine du mot Pâques : Easter en anglais ou Ostern en allemand.
Dans le nord-ouest de l'Europe, le lapin est remplacé par le lièvre (der Osterhase, le lièvre de Pâques) et en Australie, où le lapin trop prolifique est considéré comme nuisible, on lui substitue depuis peu le bilby, un petit marsupial qui lui ressemble par la taille et les grandes oreilles mais qui est une espèce protégée en voie de disparition dans ce pays.
Le lapin blanc est un personnage de la mythologie japonaise aussi bien que de la littérature occidentale avec celui que Lewis Carroll fait poursuivre par Alice au pays des merveilles et que l'on retrouve  De l'autre côté du miroir ou, plus récemment, celui du film Matrix tatoué sur l'épaule d'un personnage. C'est aussi traditionnellement la couleur des lapins sortant du chapeau des prestidigitateurs.

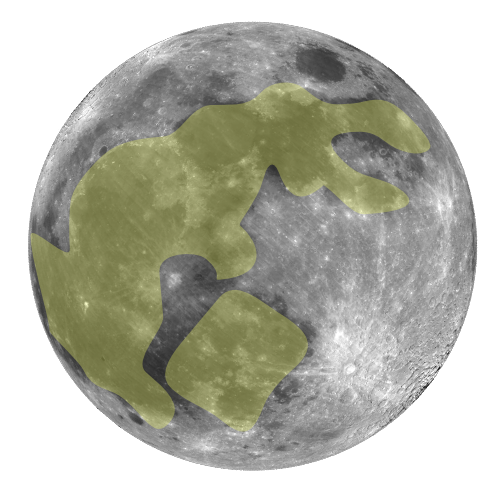
Les reliefs sur la Lune évoquent la forme d'un lapin (lapin lunaire).

Dans les contes antillais, le personnage récurrent Compère Lapin représente la malice, le cynisme, et la débrouillardise.
Les Amérindiens et certaines tribus africaines en ont fait un farceur, un héros civilisateur ou un ancêtre mythique, tel Nanabozo ou le personnage du lapin dans les contes africains, qui se confond avec le lièvre comme symbole de ruse,. Dans une légende Shawnee, le Lynx roux, un des quatre protecteurs de l’étoile du matin, est trompé par un lapin qu'il est sur le point d'attraper : réfugié dans un arbre, celui-ci suggère à son prédateur de faire un feu pour le rôtir ; le lapin saute alors de l’arbre et les braises s’éparpillent sur la fourrure du Lynx, dessinent des taches marron foncé sur sa robe.
Le lapin étant très prolifique, il est considéré, avec le lièvre, comme un symbole de fécondité dans plusieurs pays. On parle aussi de « chaud lapin » pour évoquer un homme qui collectionne les conquêtes féminines.

### Astrologie et calendrier
Les reliefs et ombres à la surface de la Lune évoquent pour certains la forme d'un lapin. Ce dernier est donc souvent associé aux symboles lunaires.
En astrologie, le lapin est un signe de l'horoscope chinois et du calendrier des Aztèques. Pour ces derniers le lapin est un signe bénéfique, symbole d'abondance et de travail, même s'il est aussi associé à la crainte et à l'ivrognerie. Pour les Chinois les gens nés sous le signe du Lapin sont d'un naturel aimable, franc, honnête, diplomate et aimés par leur entourage et leurs aînés.

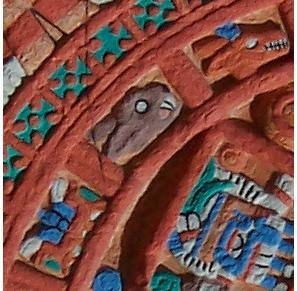
Détail d'un calendrier aztèque montrant un lapin.

En Chine encore, le Lapin de jade est associé à la fête de mi-automne dans les communautés chinoises du monde. On le représente debout, préparant un médicament dans un mortier. Le lapin est un symbole du culte de la Lune, sur laquelle, selon la légende, vivrait un lapin. On déguste à cette occasion encore des « gâteaux de la Lune » ornés d'un lapin et, peu avant la fête du double neuf, la tradition voulait que les chasseurs aillent tuer un lapin ou un lièvre et que l'on fasse un civet. Consommer du lapin aurait aussi des vertus médicinales. On faisait porter aux enfants des chaussons brodés ou taillés en forme de tête de lapin, censés les aider à marcher plus rapidement. Enfin, le lapin est présent dans de nombreux contes et légendes enfantines expliquant pourquoi ils ont les yeux rouges, de longues oreilles, la lèvre fendue ou une courte queue.
Dans le calendrier républicain, « Lapin » était le nom attribué au 15e jour du mois de nivôse.
En Belgique, surtout à Tournai et dans la province d'Anvers et dans des villes du nord de la France comme Lille et Douai, on se doit de manger du lapin le Lundi parjuré, une fête traditionnelle qui se déroule le lundi qui suit  l'Épiphanie. Au cours du repas familial le plat principal est alors le lapin à la Tournaisienne appelé aussi « lapin aux preones ».

### Superstition
La patte de lapin est parfois considérée comme un porte-bonheur.
Le lapin, qui rongeait les cordages et le bois des bateaux, fait partie de la superstition des marins, et par extension du monde du théâtre qui employait des anciens marins dans les cintres. Ils le désignent par des périphrases comme « l'animal aux longues oreilles », « cousin du lièvre » ou par le mot « pollop » sous peine de porter malheur.
En Chine, la croyance veut qu'une femme enceinte ne mange pas de chair de lapin afin que son enfant ne naisse pas avec un bec-de-lièvre. On dit aussi qu'élever des lapins attire les serpents.

### Tabou culinaire
La viande de lapin est interdite par la tradition juive (Lévitique), de même que le lièvre, qui lui est apparenté.
De même l'évocation de son nom (voir ci-dessus), la viande de cet animal est taboue dans le milieu des marins, et aussi dans des pays à tradition maritime comme l'Angleterre. Toutefois, il existe des spécialités à base de lapin dans la cuisine anglaise.

### Le chasseur chassé

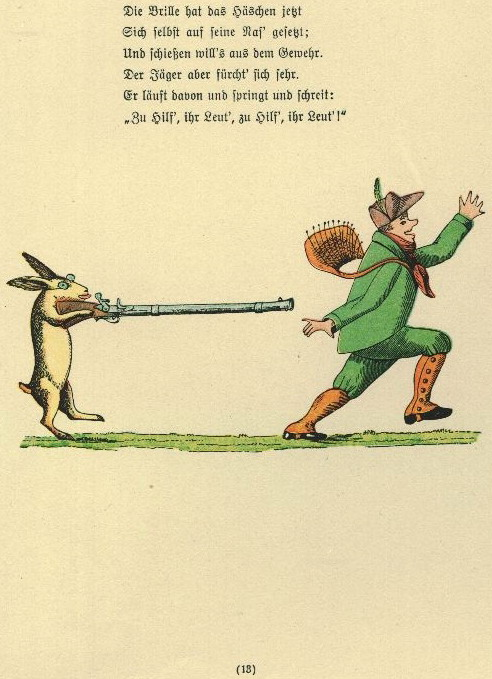
Illustration de 1858 de Der Struwwelpeter d'Heinrich Hoffmann.

Le chasseur chassé est un thème récurrent de l'imaginaire. Dans les marges à drôleries des manuscrits gothiques, les enluminures substituent au chasseur, notamment le lapin. Dans les décrétales de Smithfield par exemple, datant de 1330, la punition du chasseur fait l'objet d'un véritable cycle. Un chasseur est terrassé par un lièvre ou un lapin, puis attaché et conduit devant le juge. Condamné à mort, il est mené au gibet puis décapité.
Ils appartiennent à cette catégorie de caricatures qui ont été appelées en français « Monde retourné », le monde à l'envers, dans lequel chaque classe opprimée des êtres animés devient le seigneur et maître de son ancien oppresseur, et sur le principe de la juste réciprocité du crime, le traite avec le même genre de cruauté, ou lui administre une punition, qui pourrait faire passer la mort pour plus avantageuse. Ainsi des carreaux (XIIIe siècle?) retrouvés dans le Prieuré dominicain de Derby, le lièvre a pris possession de la corne de chasseur et galope avec toute l'ardeur et l'enthousiasme que la chasse peut inspirer.
La célèbre comptine de Jean-Jacques Debout et Roger Dumas « Le lapin » interprétée par Chantal Goya constitue un des multiples avatars de ce thème.

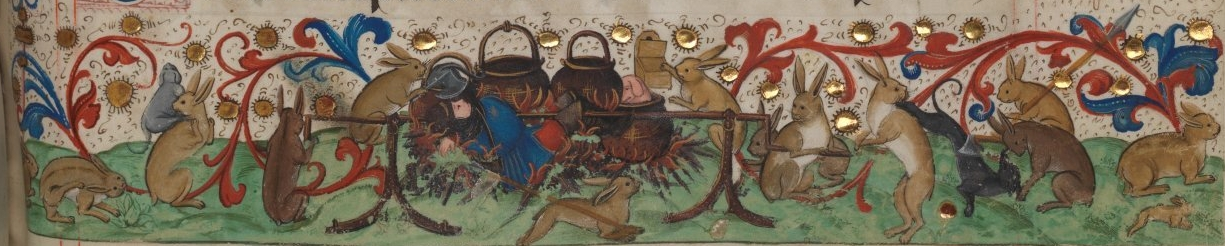
1511. Lapins rôtissant un chasseur à la broche. Lorcher Chorbücher Württembergische Landesbibliothek.
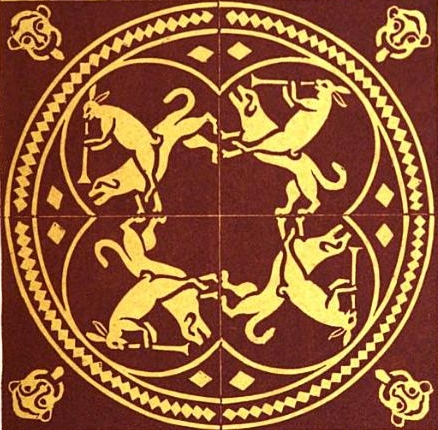
Lapin avec trompe de chasse chevauchant un chien. Prieuré dominicain de Derby, Angleterre.

## Langage populaire

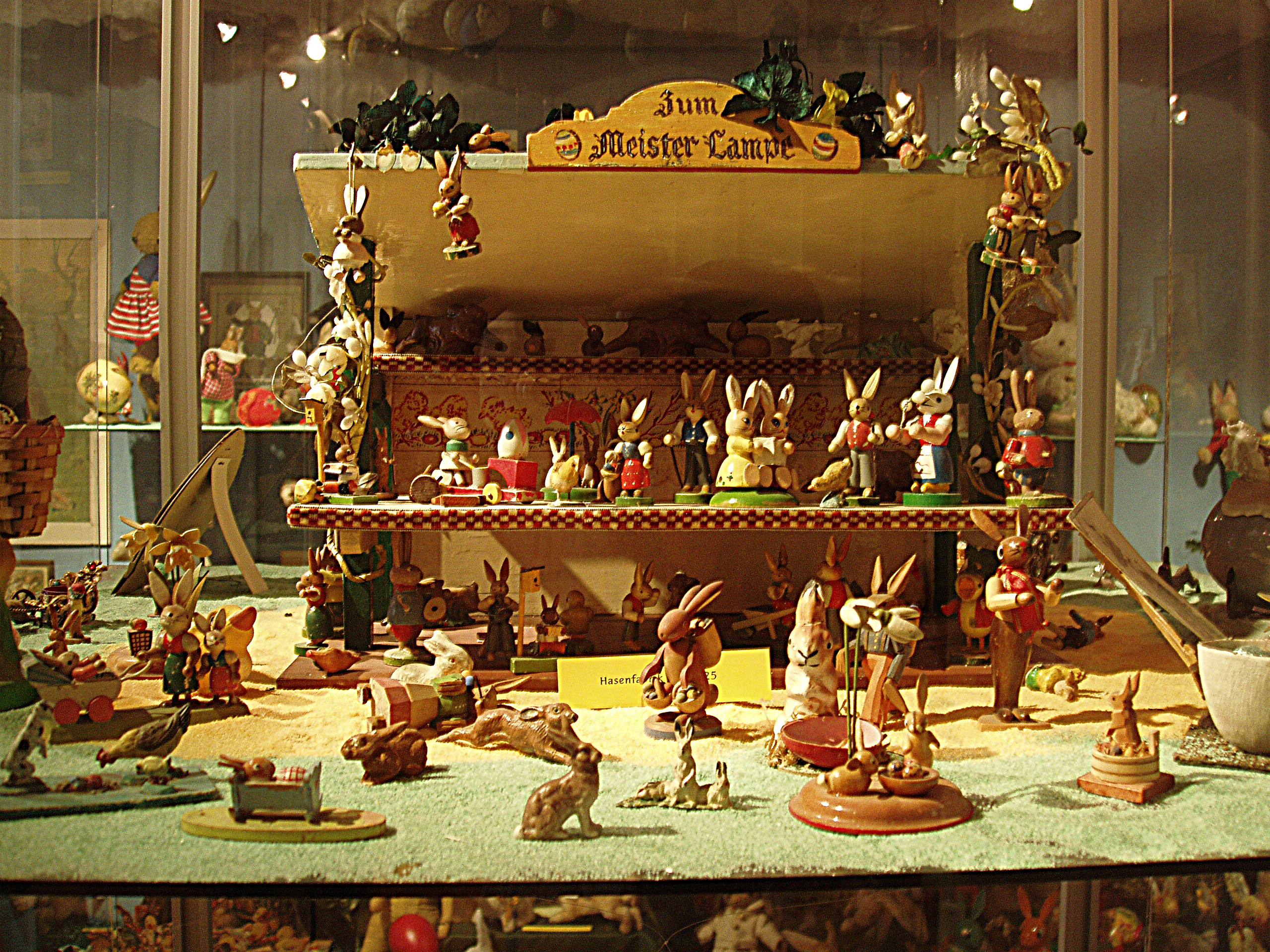
Lapins dans l'imagerie populaire de Pâques, en Allemagne.

Chez les charpentiers, on appelle lapins les apprentis, et désigne également un outil servant à tenir l'extrémité d'un cordeau pour battre l'épure seul. D'autres métiers emploient parfois également ce terme.

### Proverbes et expressions
- « Ça ne vaut pas un pet de lapin » : cela n'a aucune valeur.
- « C'est un chaud lapin » : c'est un séducteur.
- « Détaler comme un lapin » : s'enfuir.
- « En criant lapin » : en un rien de temps. Expression québécoise[20].
- « Le coup du lapin » : un coup sur les vertèbres cervicales.
- « Poser un lapin », ne pas aller au rendez-vous qu'on a donné. À l'origine cette expression voulait dire ne pas rétribuer les faveurs d'une prostituée[21].
- En créole de Guadeloupe ou de Martinique : « Zafè zandoli pa zafè Kompè Lapin » (les affaires de l'anolis ne sont pas celles de compère lapin)  ou « Zafè a kabrit pa zafè a lapin » (les affaires de la chèvre ne sont pas celles du lapin) : à chacun de s'occuper de ses affaires[22].

## Art et littérature

### Iconographie
En Chine le lapin est déjà représenté dans des inscriptions oraculaires remontant au XVe siècle av. J.-C. et sur des objets funéraires provenant de tombeaux de la dynastie Han (206 av. J.-C. - 220 ap. J.-C.). À l'occasion des offrandes à la lune, en automne, les enfants achetaient des statuettes de lapins en terre cuite. À partir de dynastie Qing, on leur a substitué des jouets figurant des lapins costumés en guerriers, en marchands, etc. Ces jouets devinrent des pièces artistiques, plus particulièrement dans le nord, après la proclamation de la République de Chine en 1912.
En Occident, par exemple dans la Vierge au lapin, le peintre Titien met un lapin blanc au premier plan en symbole de pureté mariale. Représenter plusieurs lapins à la fois dans un tableau est au contraire un symbole érotique.
Le lapin est aussi un motif très présent dans l'art populaire.

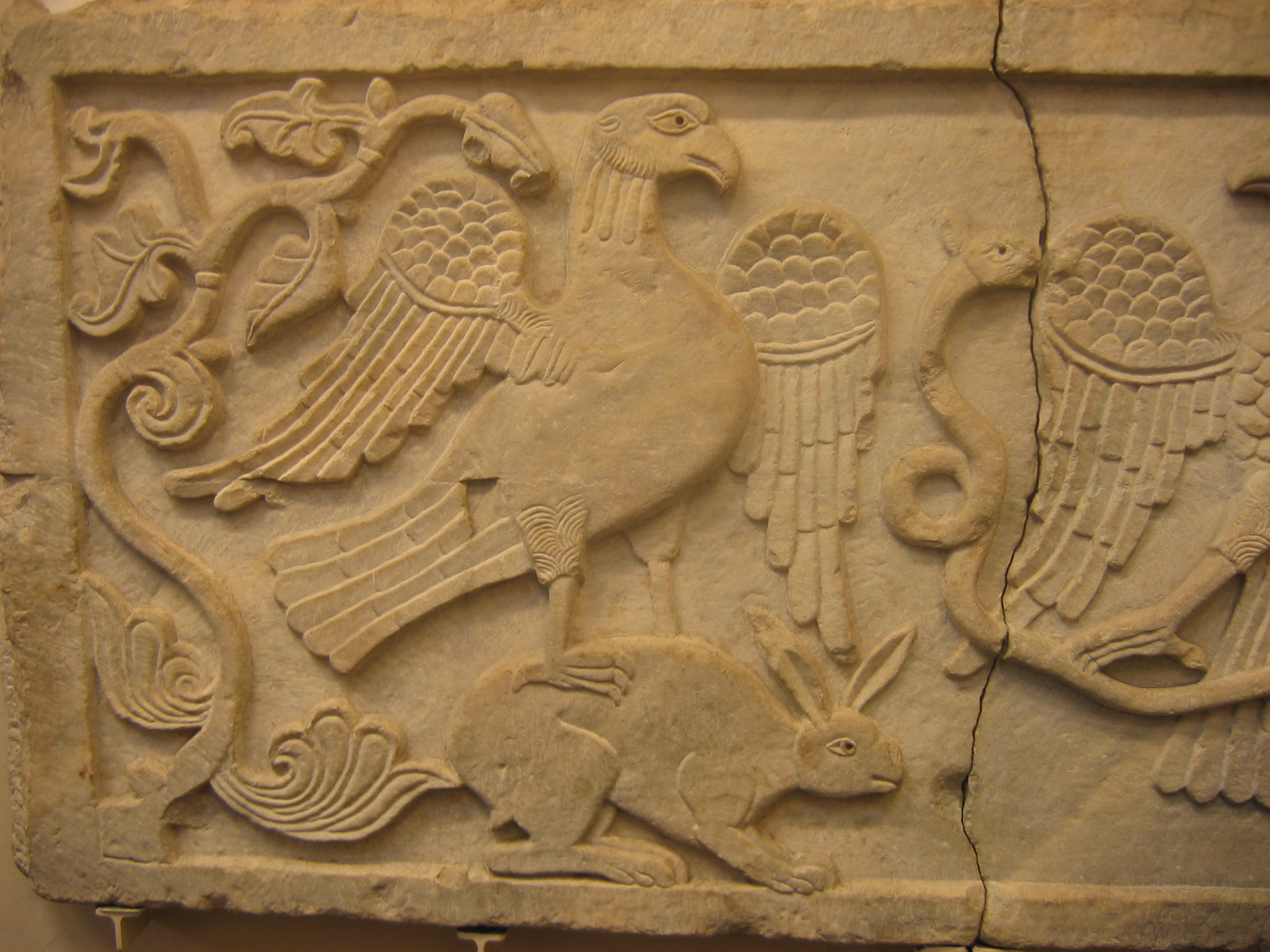
Bas-relief représentant un aigle capturant un lapin, Istanbul, Xe siècle.
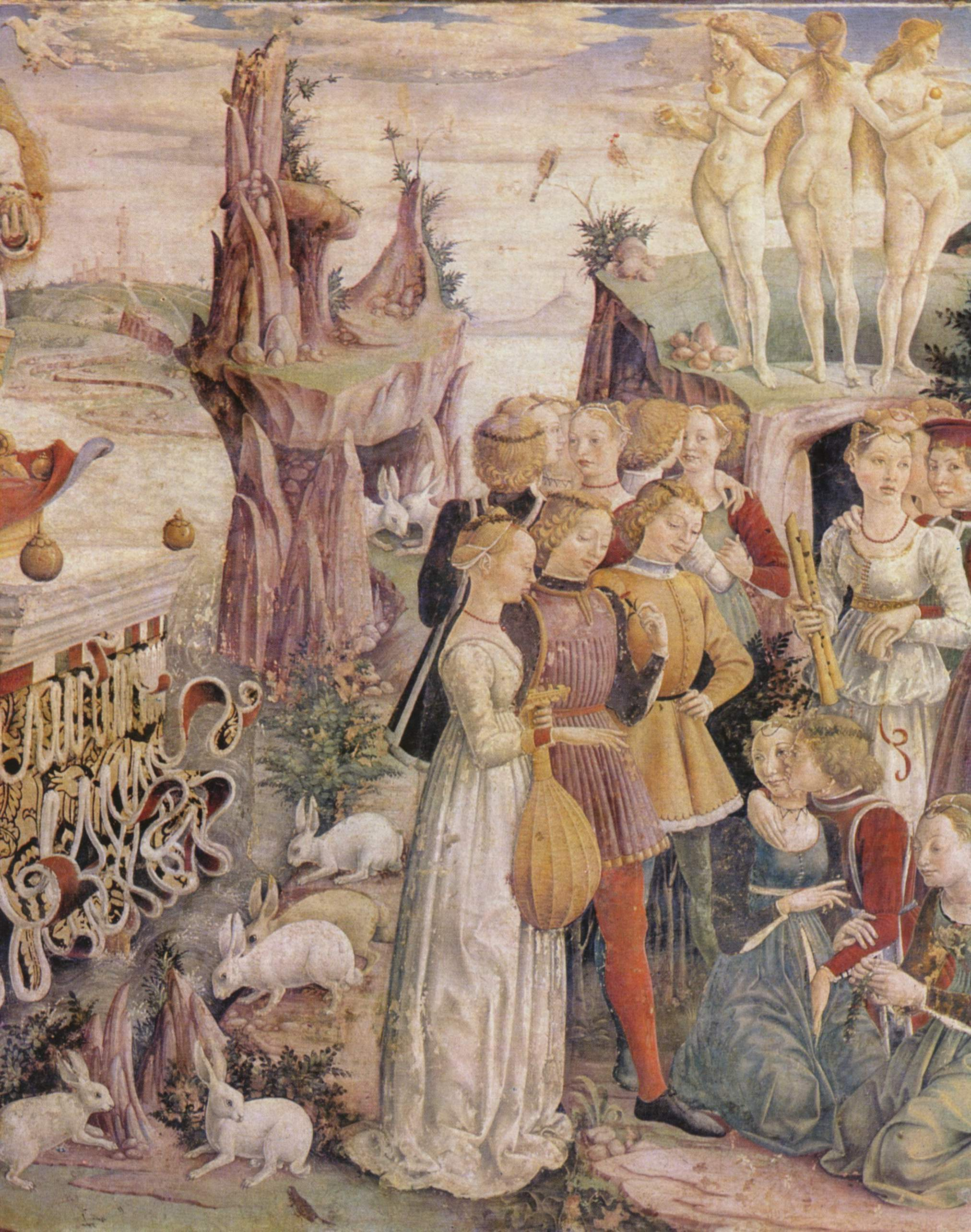
Fresque avec scène galante par Francesco del Cossa, 1469-1470 : plusieurs lapins = symbole érotique.
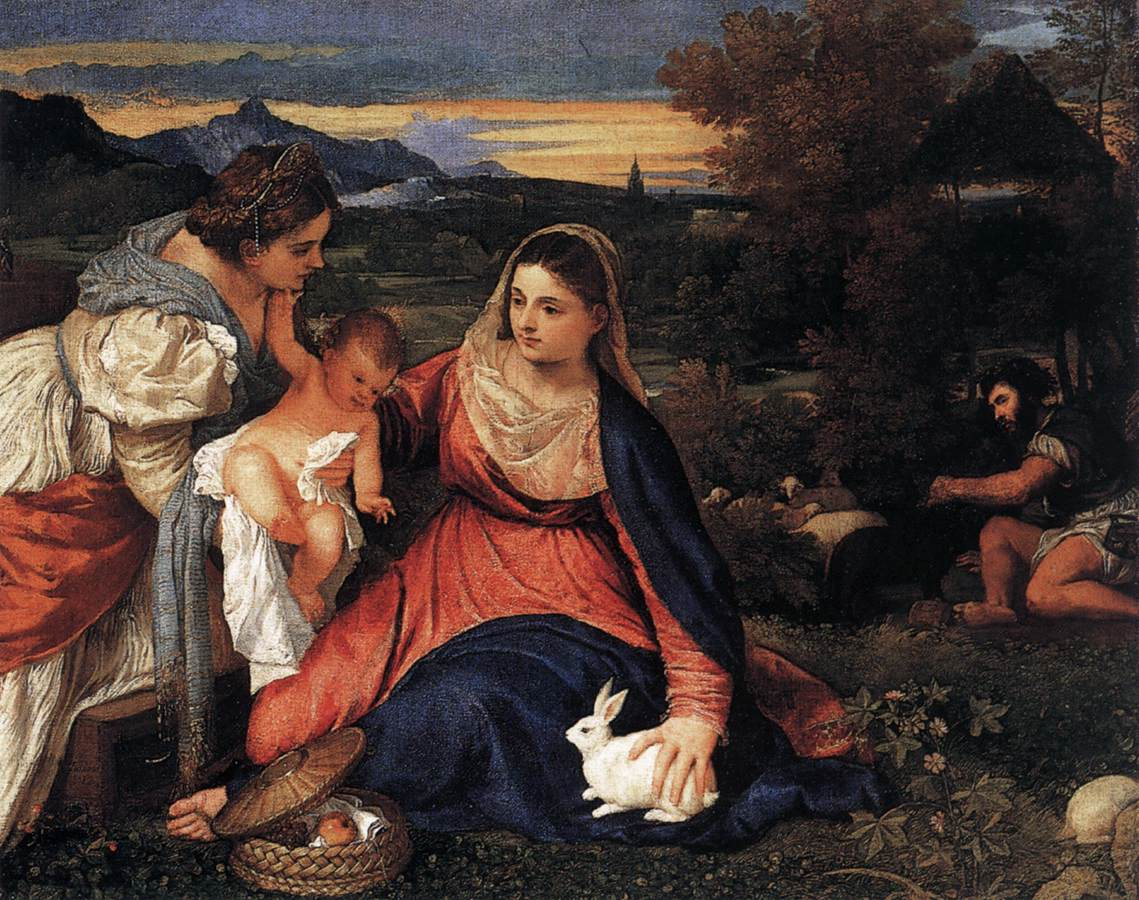
La Vierge au lapin du Titien, 1530 : un lapin blanc = symbole de pureté.
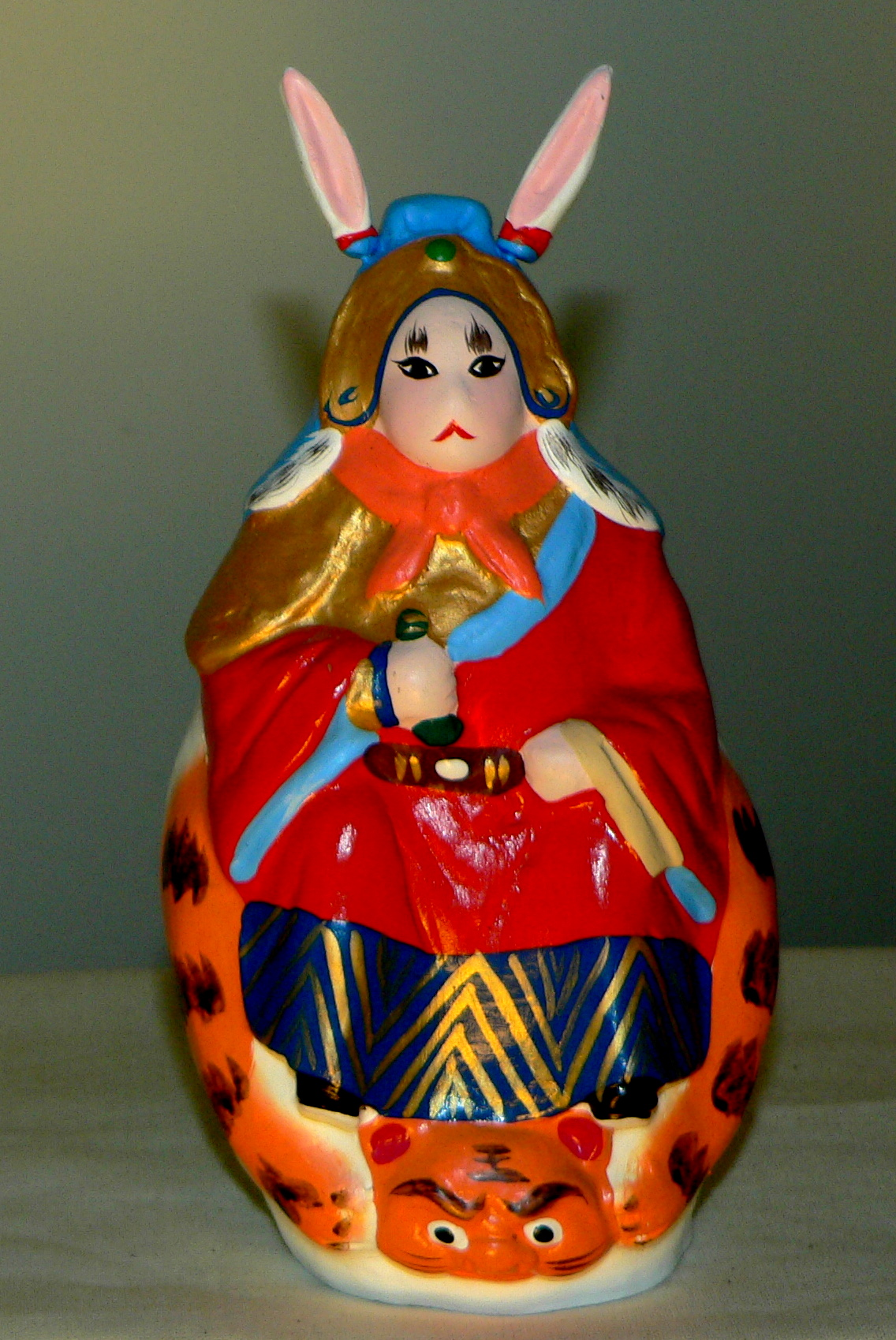
Figurine asiatique représentant un lapin costumé, XXIe siècle.

#### Mascottes
Le monde du marketing et de la communication s'en est également emparé, créant des mascottes célèbres comme le lapin rose infatigable de Duracell, l'imprudent lapin du métro parisien, le lapin à nœud papillon de Playboy ou l'objet communiquant Nabaztag. Dans un autre domaine, les Lapins crétins sont également devenus célèbres autant dans le multimédia que dans les goodies (peluches, figurines, porte-clefs, etc.), volant la place de mascotte à Rayman, pourtant emblématique d'Ubisoft.

## Littérature ou audio-visuel
De nombreux personnages célèbres de la littérature enfantine, de la bande dessinée, du dessin animé, des jeux vidéo, etc. sont des lapins. Hazel, Fiver et le reste de leur nouvelle garenne dans Watership Down de Richards Adams, le lapin blanc d'Alice au pays des merveilles, inventé par Lewis Carroll en 1865, ou encore Pierre Lapin (The Tale of Peter Rabbit, 1902), Jeannot Lapin (The Tale of Benjamin Bunny, 1904) et le Méchant Petit lapin (The Story of A Fierce Bad Rabbit, 1906) de Beatrix Potter ont ainsi accompagné plusieurs générations d'enfants depuis leur création. Plus tard ce furent Pan-Pan (Thumper) le compagnon de Bambi dans le film d'animation de  Walt Disney sorti en 1942 et Bugs Bunny, lapin vedette des Looney Tunes dessiné par Tex Avery à partir de 1940, qui prirent le relais parmi bien d'autres.
Le lapin est devenue la mascotte du Festival international du film d'animation d'Annecy, après que le public a plébiscité l'animal dès la bande-annonce du festival de 1998.
En Égypte, une histoire intitulée Arnabou wal Kinz (le lapereau et le trésor) raconte l'événement d'un petit lapin malheureux, qui, ayant trouvé un trésor avec ses amis, devient riche.{Ref./ Dar El Maaref}.[réf. nécessaire]

### Les lapins dans la chanson
Les lapins sont présents dans la chanson enfantine. Par exemple dans la comptine Au clair de la lune où il y  a « trois petits lapins qui mangeaient des prunes comme trois petits coquins… » dans une chanson traditionnelle Dans sa maison un grand cerf: "lapin-lapin entre et vient, me serrer la main." et dans une chanson de Chantal Goya, Un lapin, qui raconte l'histoire d'un chasseur tué par un lapin.